# Lino Osvaldo Felissari
Lino Osvaldo Felissari (Peschiera Borromeo, 14 febbraio 1951) è un politico italiano.
È stato presidente della provincia di Lodi dal 27 giugno 2004 all'8 giugno 2009.

## Biografia
Perito tecnico, sposato, due figli, è stato membro del collegio sindacale dei revisori dei conti del Consorzio per l'Acqua potabile ai comuni della provincia di Milano (dal 1976 al 1979), componente del CdA del Consorzio per il miglioramento del lodigiano (dal 1980 al 1985). È stato sindaco di Lodi Vecchio per due mandati dal 1975 all'85, deputato alla Camera dal 1987 al 1994, poi ancora sindaco dal 1995 al 2004, e presidente del CdA di altre società di acque potabili. Aderisce ai Democratici di Sinistra.
In occasione delle elezioni amministrative del 2004 è stato eletto al secondo turno Presidente della Provincia, ottenendo, col sostegno del centro-sinistra, il 54,9% dei voti. In consiglio provinciale, la sua maggioranza è costituita da DS, Margherita, PRC e SDI. Il mandato amministrativo scade l'8 giugno 2009, in quanto non viene riconfermato per il secondo mandato contro il candidato del centro-destra Pietro Foroni.
Il 26 maggio 2019 viene eletto per la quinta volta sindaco di Lodi Vecchio.